# 爱民东道街道
爱民东道街道，是中华人民共和国河北省廊坊市广阳区下辖的一个乡镇级行政单位。

## 行政区划
爱民东道街道下辖以下地区：
裕华路社区、统建楼社区、曙光道社区、华苑社区、群安街社区、群星里社区、建华里社区、广阳公寓社区、三五三四社区、三五三一社区、新星里社区、华夏经典社区、逸树家社区和馨境界社区。